# Apotropina uniformis
Apotropina uniformis är en tvåvingeart som beskrevs av Yang, Yang och Kanmiya 1993. Apotropina uniformis ingår i släktet Apotropina och familjen fritflugor.
Artens utbredningsområde är Yunnan (Kina). Inga underarter finns listade i Catalogue of Life.